# 棍騙
棍騙一詞源於粵語。梁啟超主辦、專門攻擊當時清政府貪官污吏的《新小說》雜誌上的小說《九命奇冤》中可以看到此詞。此词一直流行於粵語地區。
由於民國時代的中國政治環境混亂，當時廣州的三合會、上海青幫等與公安或租界警察有所牽連，協助區分地區管理低下階層。公安與租界警察因不能夠接受嚴重的罪行，所以幫會亦訂立戒條，不許成員謀財害命、姦淫婦女、拐帶孩子、破壞家庭或爭田奪產等行為。有人力的大社團、幫會多數轉而經營淫業與賭業，而與公安及三合會都有關係的江湖文幫則組織成江相派，實行軟性詐騙──棍騙。

## 釋義
根據《洪門志》及《洪幫》等書介紹，「光」是明的意思，「棍」字析為十八昆，即十八省昆仲。因為是新人加入了洪門幫派，多追隨頭目從事詐騙，即是騙子。

## 古代的棍騙

### 撞棍
撞棍是指以招搖撞騙方式行動，無固定行騙地點的騙子。引申為無端招惹災禍。

### 應棍
應棍是指所用的行騙方法（棍法）非常到位，一招即應，受害者十分接受，心甘情願奉獻金錢。後引申為「一矢中的」等類似意思。

### 光棍
光棍本來是指加入洪門幫派的新人，根據《洪門志》所述，“光”是明的意思，“棍”拆字為十八昆，即十八省昆弟。原指洪門兄弟，勿忘大明江山。後來借用為沒有表面修飾的棍騙之徒，常人一望便知是騙子。而後因「光」可指「光禿」、「清光」之意，而棍則以其形似，而被借喻為男性生殖器官，用來指稱沒有家產的男性愛情騙子。其後再演變出「無皮柴」的慣用語。無皮柴比光棍更無價值。

## 現代的棍騙

### 政棍
政棍就是指政治人物以難於實行、不切實際的空話，或是增加社會福利及好處等主張，藉由操縱民粹主義來換取選票，增加選民支持。又或者是以嘩眾取寵的說話方式，高調支持或反對政府施政，爭取狂熱分子及愚民的選票，政棍是比政客更加負面的形容詞。

### 訟棍
訟棍就是對訟師、大律師的蔑稱，特指熟悉法律、從事法律工作者，作為涉案人的代表律師，利用法律上的灰色地帶，找尋證據的疑點、警方的偵緝程序錯誤或法庭的程序錯誤等瑕疵，幫助涉案人脫罪，從而得到大筆報酬。

### 神棍
神棍多是以宗教或民間信仰為主，自命先知、活佛，或者擁有天命、神通或超凡能力，或以神職人員名義，去詐騙信徒，謀取自己利益的騙子。有些神棍更會藉此進行犯罪行為，如霸凌、性侵、洗錢、詐財、迫使他人自殺攻擊，甚至是謀殺、暴動等。
神棍往往是一些新創教派的領袖，他們也會以古老的宗教如天主教、基督教、佛教、道教等當作掩護，但其實教義經過大幅度的篡改，他們也通常以高姿勢宣傳，廣收信徒來散播其能力與思想，使大眾信仰與供奉，進而達到宣傳己意的目的。有些神棍甚至與有政治目的之本國或外國力量勾結，從事諜報等活動。
由於現代人相信科學驗證方法，卻對佛教（或自稱道術高人）的神通、各宗教經史所紀錄的顯靈神跡或特異功能的存在不予否定。所以有一些騙徒進而利用上述名稱，进行犯罪活動。而正統宗教認為他們是破壞傳統道德教義的附佛外道、異端或左道。

## 常見手法
- 騙色非禮：即強姦
- 騙財：詐騙
- 道術神棍：稱其命運不佳或有妖邪附身，必須以朱砂在裸露身體上畫符作福改運除魔，再乘機騙色、騙財。
- 神棍神通術：如欲改運，必須身心合體。再騙財、騙色。
- 相士：看全相，必須裸露身體，包括腰圍、胸部及陰部、身上的胎誌及毛髮以騙色
- 神醫手術：按摩以騙色。
- 祈福黨：聲稱事主面臨厄運，必須在道壇作法祈福以騙財。
- 神棍：聲稱擁有神功自持，聲稱可以醫療百病以騙財。

## 旁門左道

### 種生機
一些風水先生替人增強運氣與祈福的方法。將一些自身重要物品（一般聽從風水師指導），放入一個聚寶箱內，擇個吉日埋在風水寶地。

### 種金術
一些自稱玄學術士以事主貪婪心態，聲稱可以在道壇作法種金，詐騙對方金飾錢財。
- 種福
- 種壽

## 相關參见
- 老千
- 詐騙